# Special Olympics Kanada

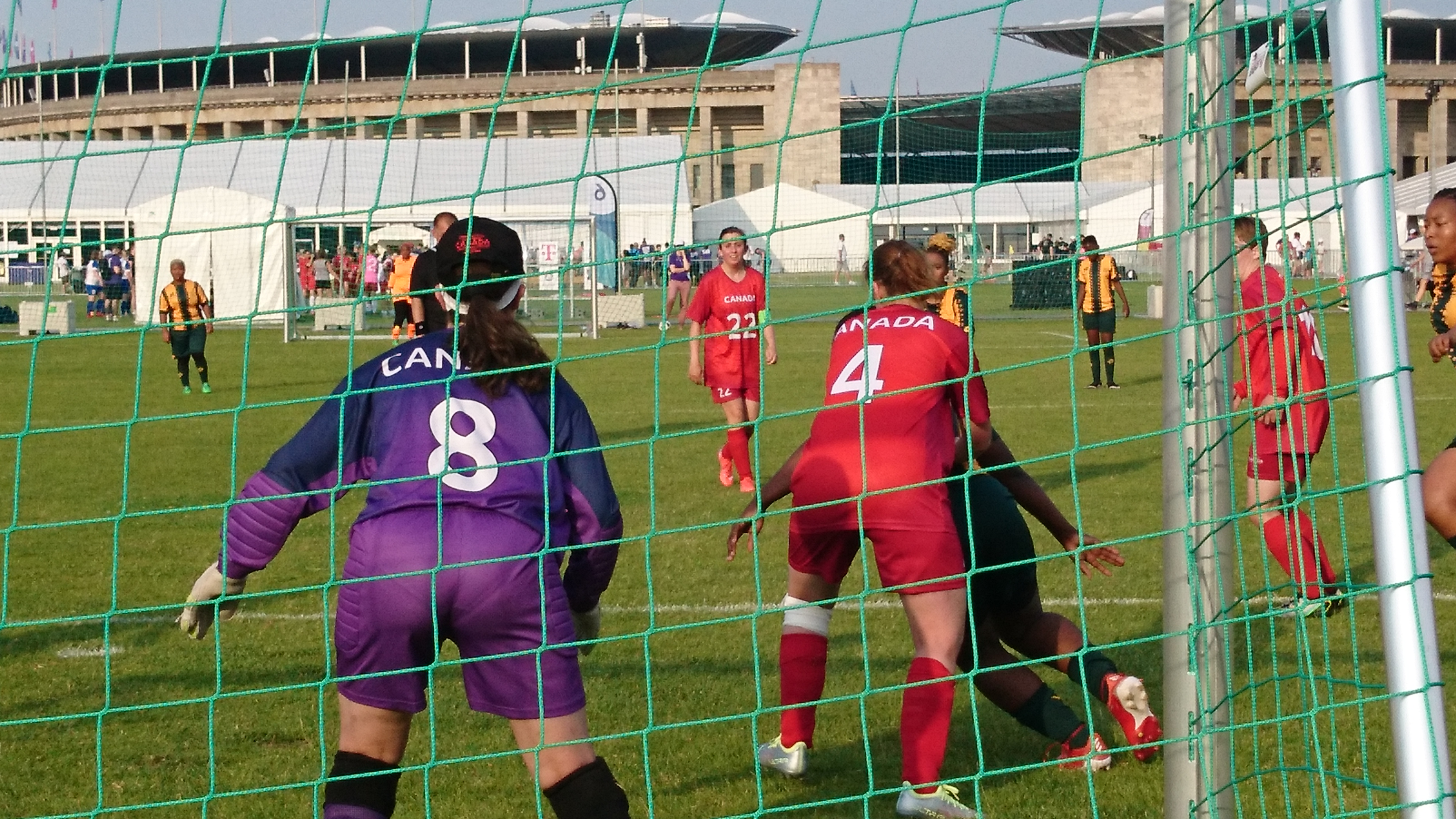
Damenfußballspiel (7 gegen 7) Kanada – Südafrika, Special Olympics World Summer Games 2023

Special Olympics Kanada (englisch: Special Olympics Canada) ist der kanadische Verband von Special Olympics International. Sein Ziel ist die Förderung von Sport für Menschen mit geistiger Beeinträchtigung und die Sensibilisierung der Gesellschaft für diese Mitmenschen. Außerdem betreut er die kanadischen Athletinnen und Athleten bei den Special Olympics Wettkämpfen.

## Geschichte
Special Olympics Kanada wurde 1969 mit Sitz in Toronto gegründet.

## Aktivitäten
2021 waren 24.864 Athletinnen, Athleten und Unified Partner sowie 13.846 Trainer bei Special Olympics Kanada registriert.
Der Verband nahm 2022 an den Programmen Law Enforcement Torch Run (LETR), Athlete Leadership, Healthy Athletes, Young Athletes, Active Start and FUNdamentals, Coach Education and Training und Unified Champion Schools teil, die von Special Olympics International ins Leben gerufen worden waren.

### Sportarten
Folgende Sportarten wurden 2022 vom Verband angeboten:
- Basketball (Special Olympics)
- Boccia (Special Olympics)
- Bowling (Special Olympics) (5-Pin-Bowling und 10-Pin Bowling)
- Curling
- Eiskunstlauf (Special Olympics)
- Eisschnelllauf
- Floor Hockey
- Fußball (Special Olympics)
- Golf (Special Olympics)
- Kraftdreikampf (Special Olympics)
- Leichtathletik (Special Olympics)
- Rhythmische Sportgymnastik (Special Olympics)
- Schneeschuhlaufen (Special Olympics)
- Schwimmen (Special Olympics)
- Shorttrack (Special Olympics)
- Ski Alpin (Special Olympics)
- Skilanglauf (Special Olympics)
- Softball

### Teilnahme an Weltspielen vor 2020
(Quelle:)

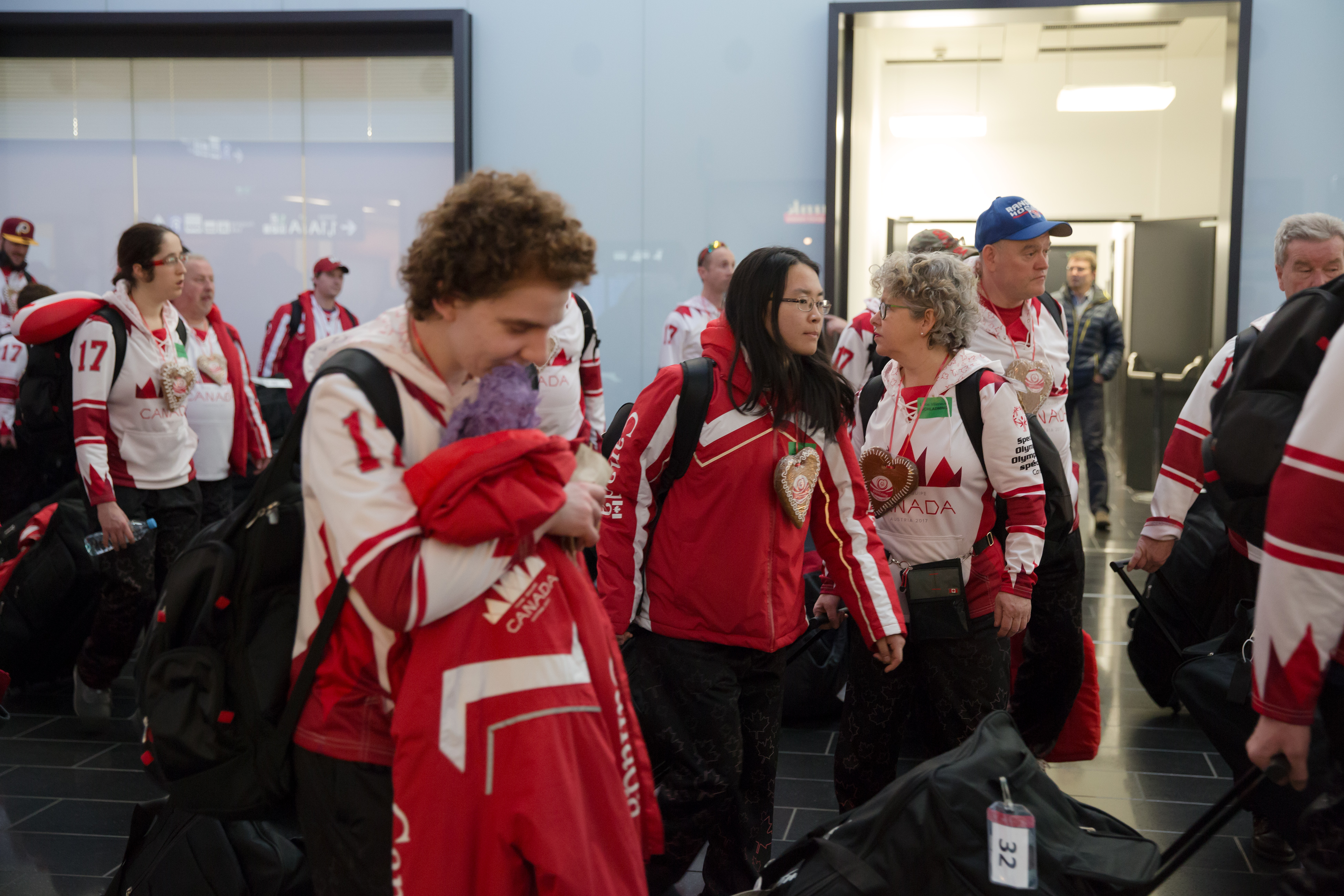
Special Olympics World Winter Games Team Kanada bei der Ankunft in Wien 2017

- 2007 Special Olympics World Summer Games, Shanghai, China
- 2009 Special Olympics World Winter Games, Boise, USA (81 Athletinnen und Athleten)
- 2011 Special Olympics World Summer Games, Athen (99 Athletinnen und Athleten)
- 2013 Special Olympics World Winter Games, PyeongChang, Südkorea (109 Athletinnen und Athleten)
- 2015 Special Olympics World Summer Games, Los Angeles, USA (114 Athletinnen und Athleten)
- 2017 Special Olympics World Winter Games, Graz-Schladming-Ramsau, Österreich (108 Athletinnen und Athleten)
- 2019 Special Olympics, World Summer Games, Abu Dhabi (109 Athletinnen und Athleten)[2]

### Teilnahme an den Special Olympics World Summer Games 2023 in Berlin
Special Olympics Kanada nahm an den Special Olympics World Summer Games 2023 angekündigt. Die Delegation bestand aus 141 Personen und wurde vor den Spielen im Rahmen des Host Town Programms von München betreut. Das Team gewann bei diesen Weltspielen 46 Gold-, 20 Silber- und 20 Bronzemedaillen.

### Teilnahme an Weltspielen nach 2023
- 2025 Special Olympics World Winter Games, Turin, Italien (90 Athletinnen und Athleten)[6]

## Erfolgreiche Athletinnen und Athleten (Auswahl)
- Tianna Zimmerman, Schwimmen (Special Olympics)